# Smalbægret ensian
Smalbægret ensian (Gentianella amarella) er en toårig, 5-35 centimeter høj plante i ensian-familien. De nedre stængelblade er spatelformede. Kronen er rødviolet og 15-18 millimeter lang. Bægerets flige er linjeformede og oftest ens. Blomsten er som regel 5-tallig.
I Danmark findes smalbægret ensian temmelig sjældent i det nordlige Jylland på tørre kalkbakker, skrænter, overdrev og i kalkbrud. Den blomstrer i juli til september.